# Chaufferette

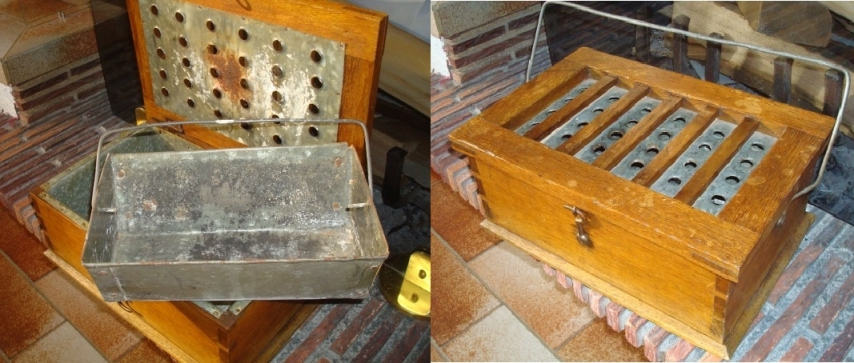
Une chaufferette à braise.

Une chaufferette est un petit appareil de chauffage (souvent portable) qui permet de se réchauffer ; différents types sont disponibles : réfractaire, à bâtonnets ou chimique. C'est aussi le nom d'un type de brasero utilisé par certains viticulteurs champenois pour limiter les dégâts du gel sur les vignes. Au Québec, ce terme désigne également le dispositif de chauffage de l'habitacle dans un véhicule.

## Chaufferettes à braise
Le terme chauffette ou chaufferette se rencontre souvent dans les inventaires d’objet datant du XIVe siècle. Il désignait aussi bien le chauffe-lit, le chauffe-pieds, le chauffe-mains, le chauffe-biberon, etc., de formes et de matières les plus diverses.

### Usage cancérigène

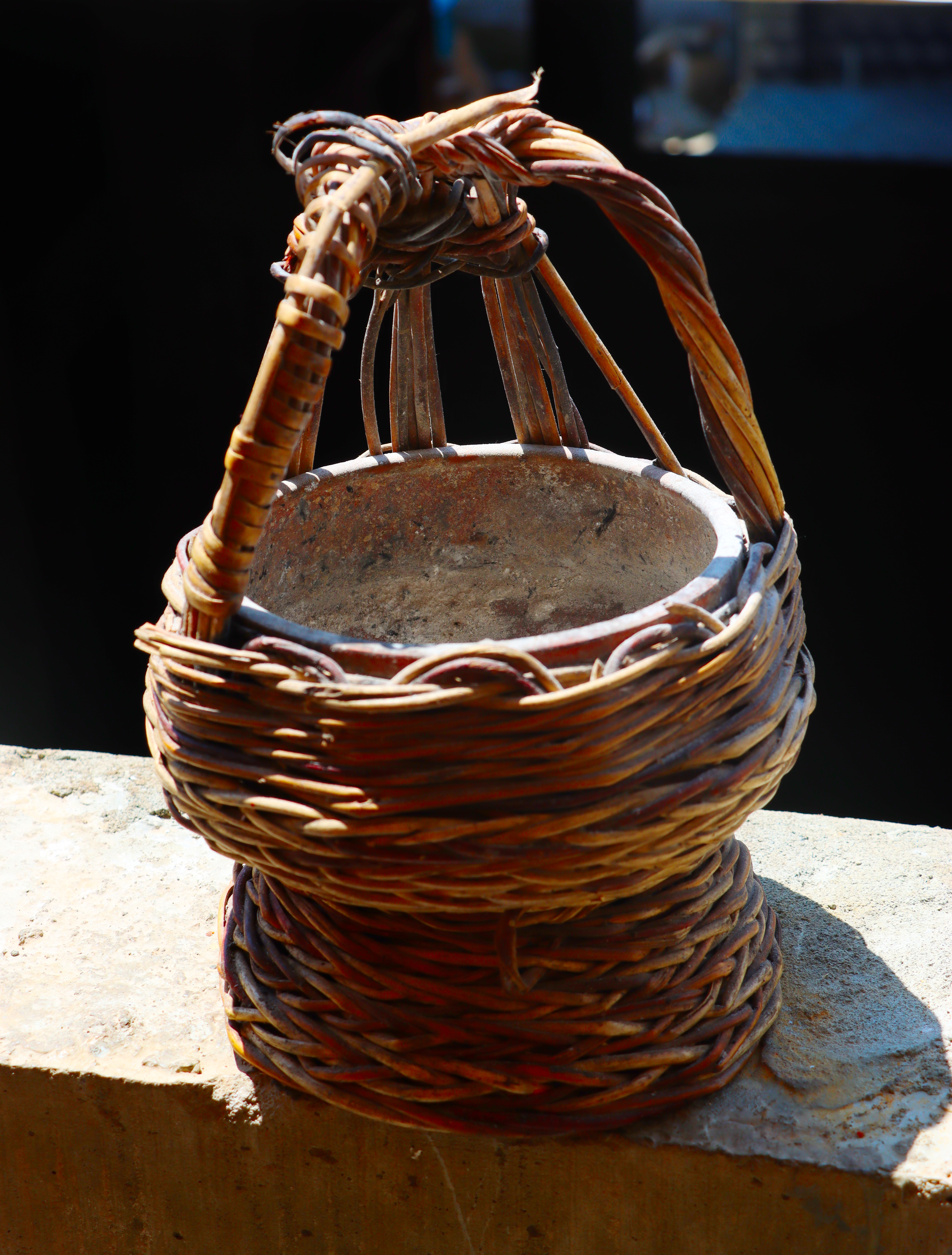
Kangri (kangid ou kangir), pot de terre cuite entouré d'une attache en osier. Garni de quelques braises, il était porté au Cachemire sous le phéran traditionnel (au niveau de l'abdomen ou entre les jambes), contre le froid, mais avec un risque très accru de cancer de la peau au niveau des cuisses et/ou de l’abdomen.

En 1772, le médecin valenciennois André Ignace Joseph Dufresnoy (1733-1801) "découvre" et commence à expliquer une maladie des ouvrières du textile (du nord de la France dans ce cas) qui restera méconnue jusqu'au milieu du XXe siècle : il envoie à la Société royale des sciences de Montpellier des « Observations sur les ulcères produits par l’ardeur du feu » ce qui semble être la première description de l’erythema ab igne (ou « dermite des chaufferettes », une entité médicale qui ne sera vraiment comprise qu’en 1967 à partir d'observations faites dans le Nord-ouest de la Chine. 
Dufresnoy, dans l'exercice de sa profession, constate une fréquence fortement accrue de lésions ulcéreuses évoluant en cancer de la peau, après d'autres anomalies cutanées apparaissant sur les jambe des femmes pauvres qui tissaient ou produisaient la dentelle dans les caves ou des ateliers non chauffés. Il fait cette observation dans une période climatiquement très froide (période la plus froide du petit âge glaciaire) et dit ; 

« Les ouvrières textiles faisaient donc un usage intensif des chaufferettes, un usage encore accru avec l’avance en âge, qui les rendaient selon Du Fresnoy plus « sensibles au froid » et les conduisaient à augmenter « le feu de leurs chaufferettes qui leur [grillait] insensiblement les cuisses, ce qui [était] cause que non seulement elles les [avaient] en tous temps fort marbrées mais encore qu’il s’y [formait] à la fin de chaque hiver des croutes que la plus légère blessure [faisait] changer en ulcères quand elles [étaient] parvenues à l’âge de 55 à 60 ans » (...) « ulcères [devenaient] cancéreux au bout de quelques années par leur négligence » »

— Du Fresnoy
 

Ce médecin note que les femmes riches portant des caleçons sont épargnées, ce cancer ne touchant selon lui 

« que des filles du bas peuple et des artisans, car les personnes aisées [étaient] rarement attaquées de ces accidents par la précaution qu’elles [avaient] de porter des caleçons et de ne se servir que de chaufferettes fermées d’un couvercle percée de petits trous, comme un crible. »

Mais il ne devine pas que la combustion du charbon de bois, de l'huile ou plus souvent dans le nord de la France du Charbon de terre est source de particules et d'émanations cancérigènes (de benzo(a)pyrène notamment montrera-t-on bien plus tard ; un puissant carcinogène, utilisé de nos jours dans le modèle animal pour induire des cancers), ce qui sera démontré peu après par un autre médecin (le chirurgien anglais Percivall Pott, en 1775 à la suite de l'étude du cancer du scrotum touchant fréquemment les ramoneurs (Pott a relié ce cancer, très rare dans la population générale, à « son origine à la suie qui se [logeait] dans les rides du scrotum », ; la médecine officielle ne reconnaîtra le caractère cancérigène de l'usage des chaufferettes à braise que dans les années 1960, 200 ans après les observations de Dufresnoy et l'explication donnée par Pott. 
En 1910 un médecin (Neve) avait pourtant déjà établi un lien causal entre l’usage du kangri, kangid ou kangir (petite réserve portative de braises de bois ou de charbon), utilisé par les habitants du Cachemire pour se réchauffer et l'apparition de cancers cutanés des cuisses et de l’abdomen très inhabituels ailleurs dans le monde ; ce kangri était porté sous les vêtements, parfois directement sur la peau.

### Chauffe-lit
MoineOn utilisa dans les campagnes françaises, jusqu'en 1950 environ, un appareil nommé moine : il comprenait un récipient métallique contenant les cendres chaudes du feu de bois (ou de charbon) de la pièce principale, isolé entre deux luges de bois permettant de le glisser quelques minutes dans un lit sans roussir les draps. Son effet était apprécié pour réchauffer les draps et les rendre bien secs avant le coucher. Dans les derniers modèles, la source de chaleur était une ampoule électrique suspendue à l'intérieur des luges, ce qui rendait le dispositif beaucoup plus pratique.

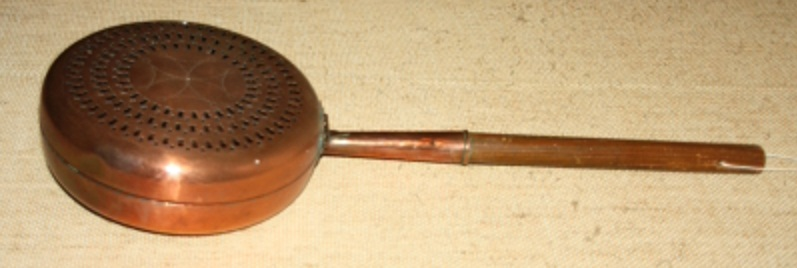
Bassinoire en cuivre.

BassinoireUne variante du moine, nommée bassinoire, ne comportait pas de glissières et se composait d’un réservoir en forme de poêle de métal, généralement de cuivre ou de laiton, et dont le couvercle percé laissait passer l’air pour le maintien des braises et échapper la chaleur. Le tout était tenu au bout d'un manche (bois ou métal) qui demandait une grande habileté pour ne pas risquer d'abîmer les draps. Ustensile que l’on trouve encore dans un but décoratif et de fabrication récente.
Réchaud à briquettePetit panier métallique muni d’anses en fil de fer sur lequel était déposée une briquette de terre cuite vernissée préalablement chauffée sur la braise.
BriquesBeaucoup de familles avaient aussi l'habitude de faire chauffer des briques sur la cuisinière ou le poêle à feu continu, puis de les envelopper dans des feuilles de papier ou dans un torchon, et de les placer au moment du coucher dans le lit sous les draps en particulier à l'emplacement des pieds plus sensibles au froid.

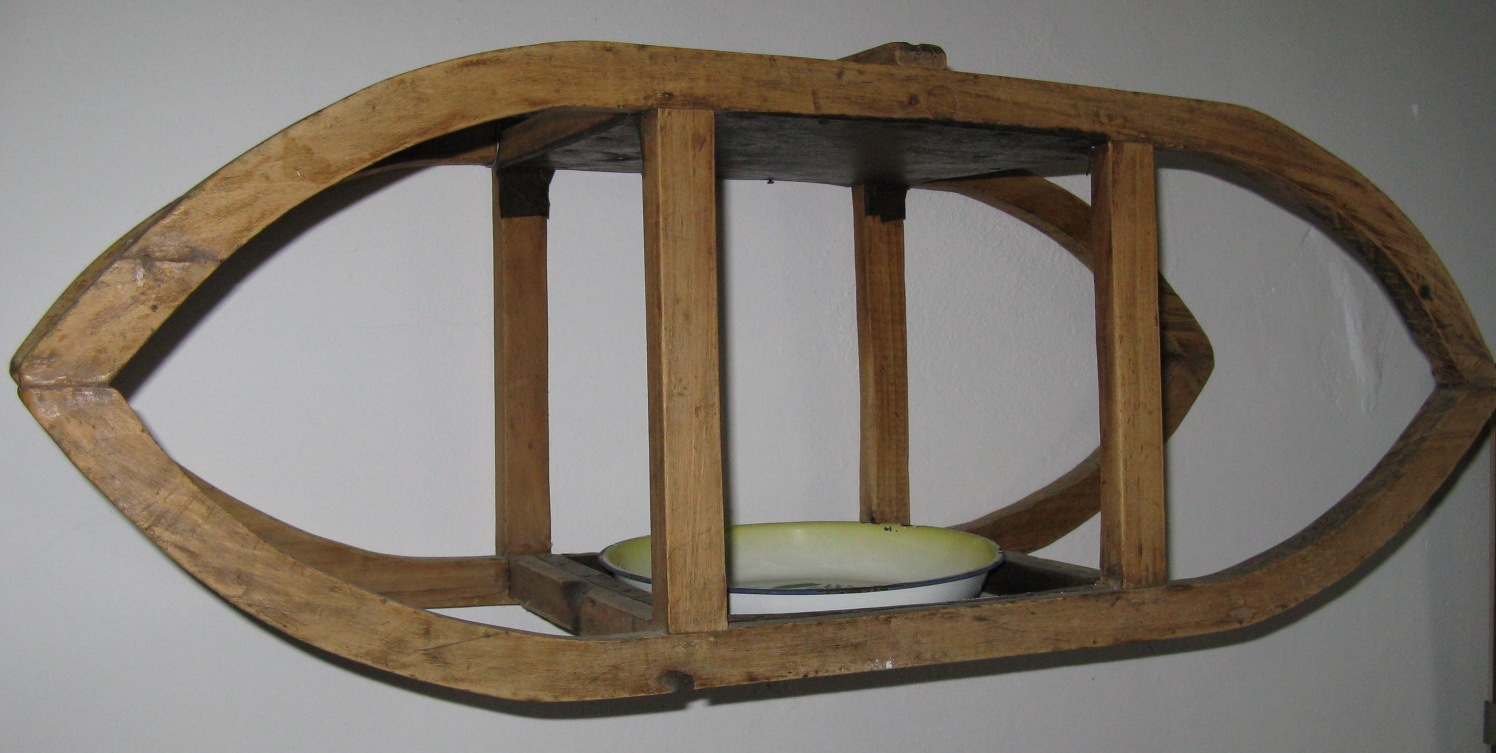
Un moine.
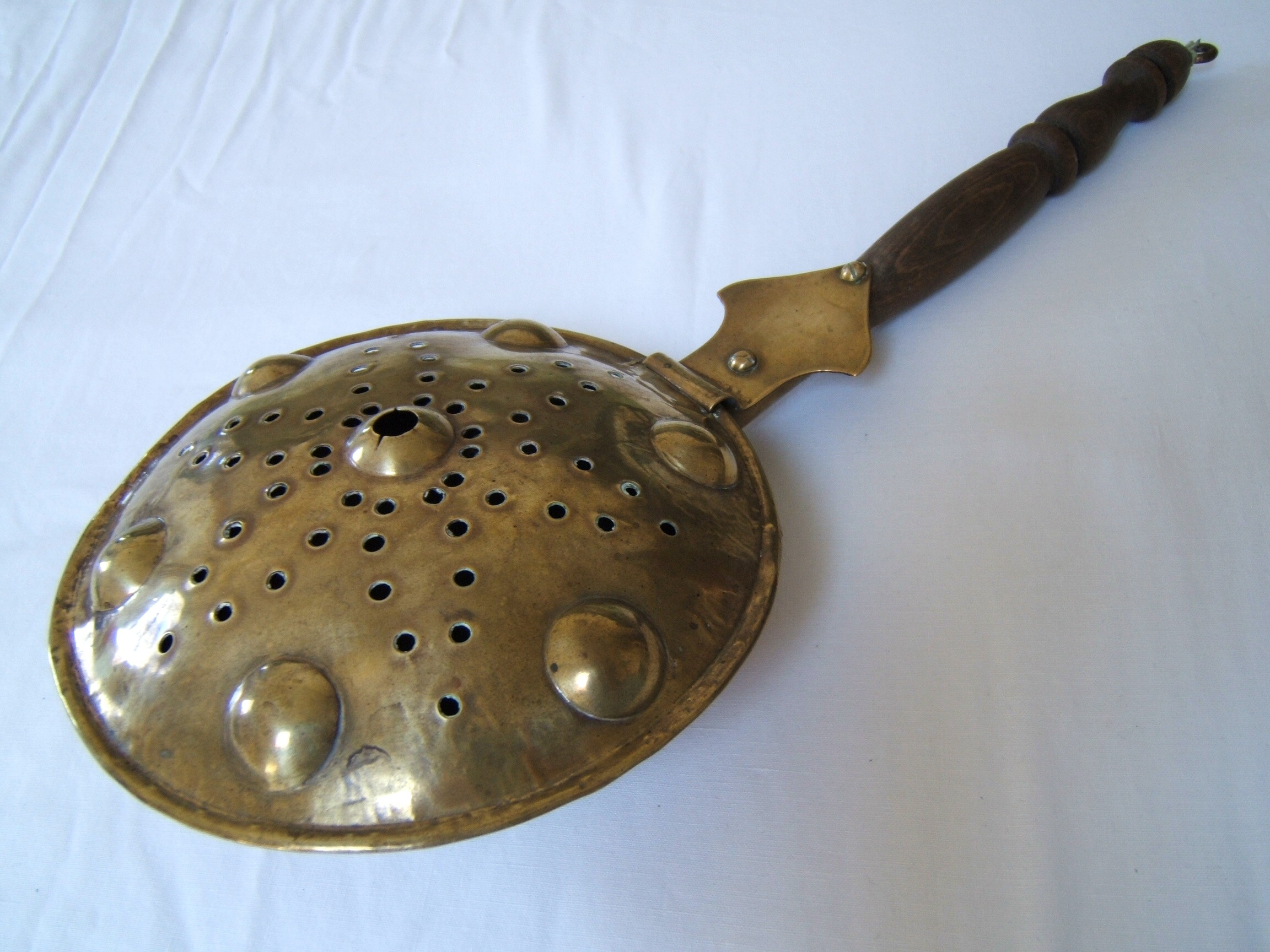
Bassinoire néerlandaise.
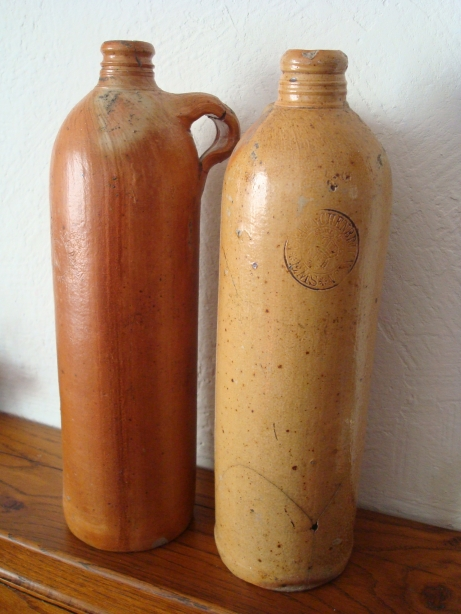
Bouillotte en grès.
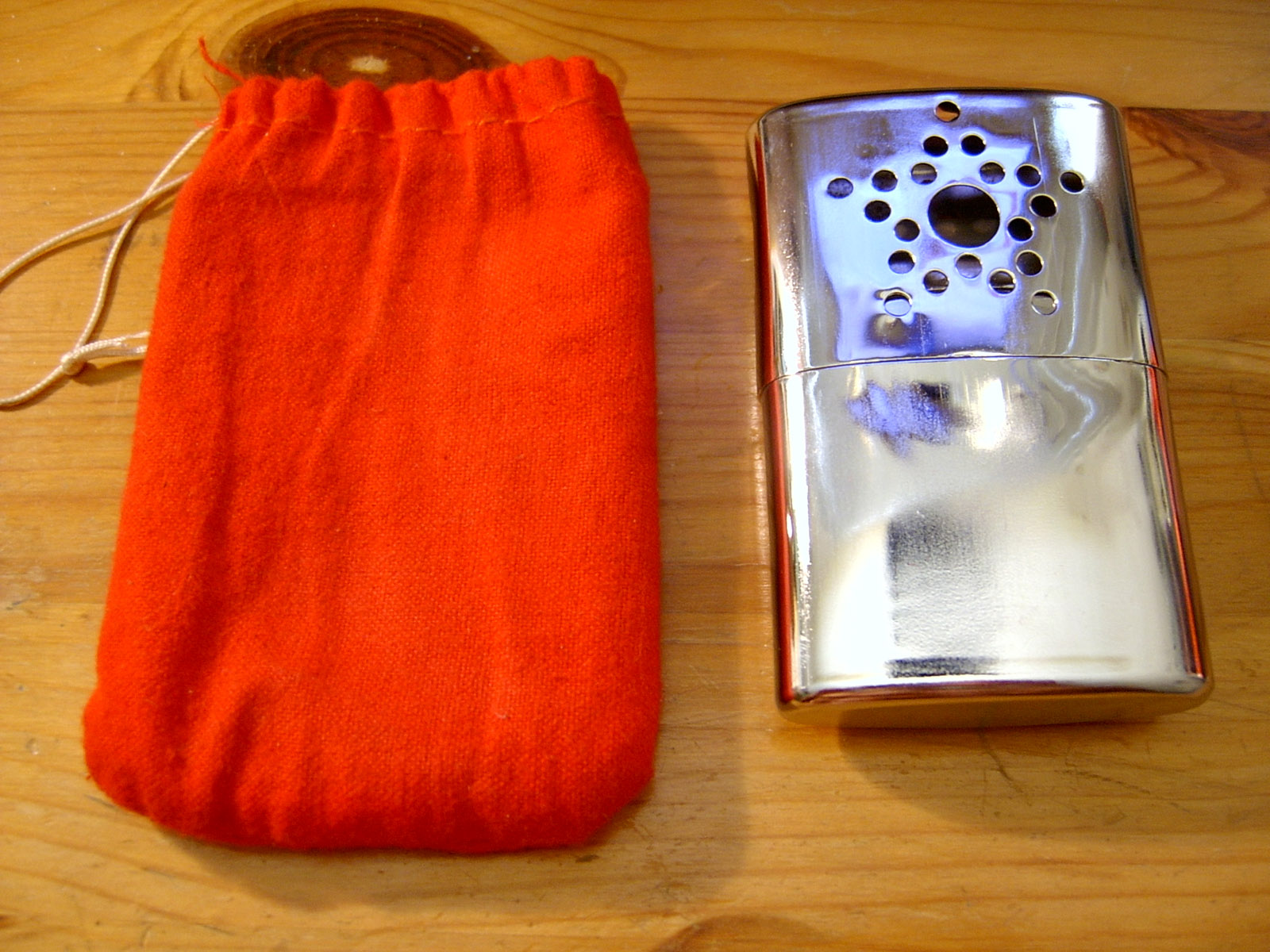
Chaufferette de poche.

### Chauffe-pieds

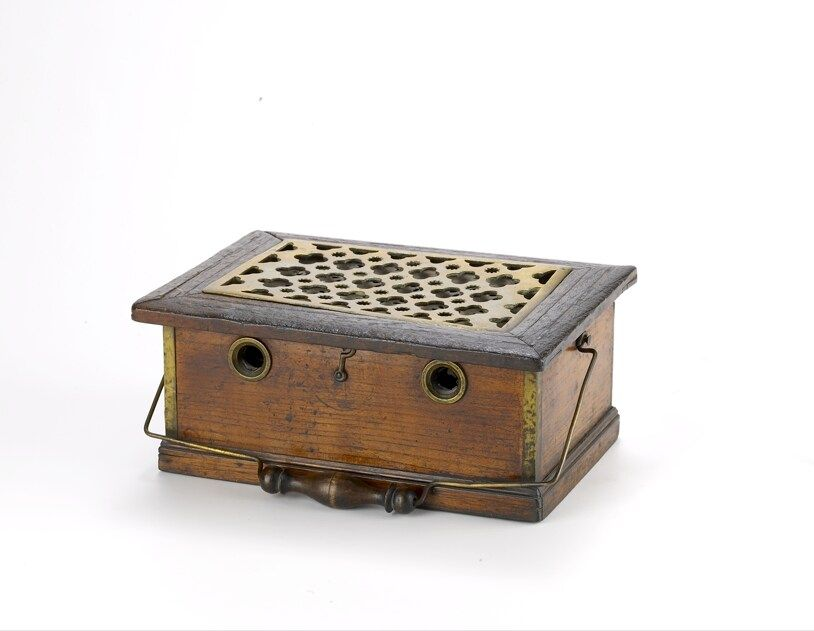
Chaufferette, XIXe siècle, Collection Musées départementaux de la Haute-Saône.

Les chauffe-pieds peuvent être considérés comme une variante spécifique des chaufferettes. Alors que les chaufferettes sont généralement conçues pour fournir une source de chaleur à une zone ou à un espace général, les chauffe-pieds sont spécifiquement conçus pour apporter du confort thermique aux pieds.
Autrefois, c'était une petite boîte métallique dont le couvercle percé laissait passer la chaleur des braises tirées d'un feu de bois et manipulées avec une pelle à couvot. On posait les pieds dessus, puis on se recouvrait les jambes d'une couverture pour que la chaleur monte également le long des jambes.
Il existe un modèle de chaufferette en bois à l’extérieur et doublé de fer à l'intérieur, le plus souvent contenant un seau en fonte, en fer, en laiton ou cuivre, dans lequel étaient déposées les braises.

### Chauffe-mains

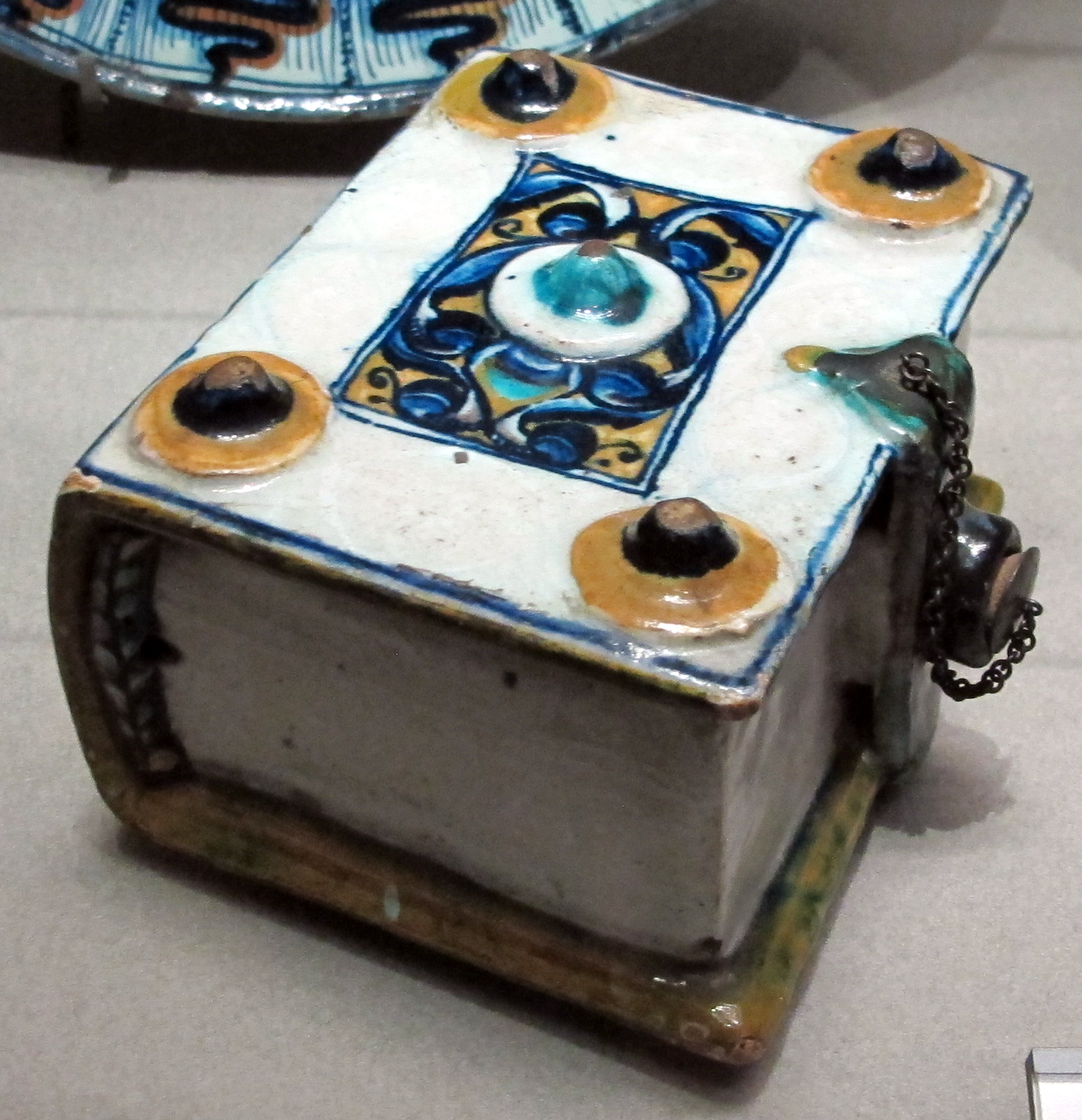
Chauffe-mains en forme de livre, Faenza ou Pesaro, faïence, métal, v. 1500-1520, musée du Louvre.

Chaufferette à mains, pomme, escaufaille, pomme à chauffer les mains, chauffe-doigts, boule à chauffer ou comtesse en forme de livre. Utilisées dès le XIIIe siècle elles permettaient d'avoir chaud aux mains en les gardant dans les poches. Il s'agit généralement d'une boule creuse de métal, attachée au bras par une chaînette et s'ouvrant en deux hémisphères que l'on remplissait de braise. 
Parfois, le chauffe-mains prenait l’aspect d’un livre d'heures car ces chaufferettes étaient utilisées tant par les ecclésiastiques que par les fidèles pour se prémunir des engelures l’hiver dans les nefs froides des églises.

## Chaufferette à eau

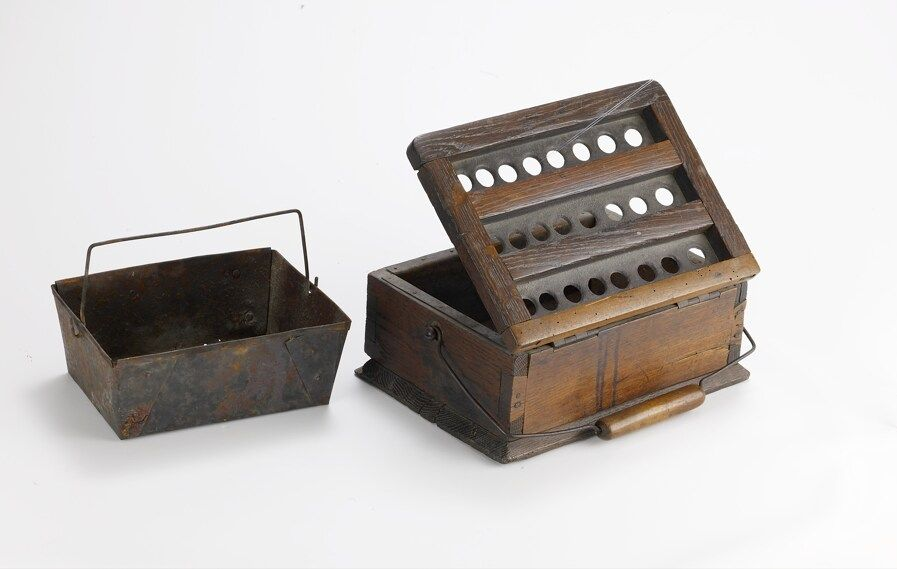
Éléments constitutifs, XIXe siècle, Collection Musées départementaux de la Haute-Saône.

Avec la disparition progressive des cheminées au bois et l’apparition des fourneaux ou des cuisinières bois-charbon ; la nature de l’élément énergétique est passée du solide (braise) au liquide (eau). Cette mutation affecta également la nature du contenant qui est plus connu sous le nom de bouillotte.
Ce nouveau mode de chauffage évite tout risque d’incendie et est, hormis un risque d’humidité dû à une fuite, toujours d’actualité, le contenant prit toutes les formes imaginables dans une multitude de matières.
- récipient en forme de cruche ou de bouteille de grès, matière qui emmagasine  la chaleur,
- Récipient métallique, laiton ou acier galvanisé plus économique, moins fragile, plus facile à fabriquer industriellement,
- Récipient de matière souple comme le caoutchouc, dont l’aspect souplesse permet son usage tant en chauffe-lit qu’en chauffage corporel ponctuel (mains, reins, dos, pieds).

Dès la fin du XVIIIe siècle, ce nouveau moyen énergétique excita l’imagination d’inventeurs qui créèrent les bouillottes les plus originales :
- en 1770, un cordonnier pour femme, imagine des pantoufles de spectacle munies de talons métalliques creux et remplis d’eau chaude,
- en 1780, un fontainier publia une de ses créations sous la forme d’un petit réservoir rempli d’eau bouillante pour tenir les pieds au chaud dans les voitures[12].

## Chaufferette électrique
La première chaufferette fonctionnant à l'électricité est apparue au début du XXe siècle, plus précisément en 1922.
Cette catégorie de chaufferettes s'est déclinée en plusieurs types :
- Radiateur rayonnant : Appareil utilisant des éléments chauffants (céramiques ou non) pour disperser la chaleur par rayonnement.
- Radiateur halogène : Type de chaufferette relativement similaire au radiateur rayonnant, mais utilisant des ampoules halogènes comme éléments chauffants.
- Radiateur à air forcé : Communément appelé radiateur-ventilateur ou même pulso-radiateur, c'est le type d'appareil de chauffage portatif le plus commun. Il utilise un ventilateur en plus des éléments chauffants (métal ou céramiques), le ventilateur servant à disperser la chaleur plus vite, ce qui est utile pour une caravane par exemple.
- Radiateur à bain d'huile : Appareil ressemblant beaucoup à un radiateur à eau chaude, mais qui est rempli d'huile et scellé. L'huile est utilisée pour conserver la chaleur, ce qui réduit le nombre de cycles marche/arrêt.

Il existe des chaufferettes plus ou moins efficaces, dont le rendement énergétique est fonction du mode de transmission de la chaleur. Les méthodes les plus efficaces pour chauffer l'environnement domestique sont l'échangeur solide/air et le convecteur.

## Chaufferette physique

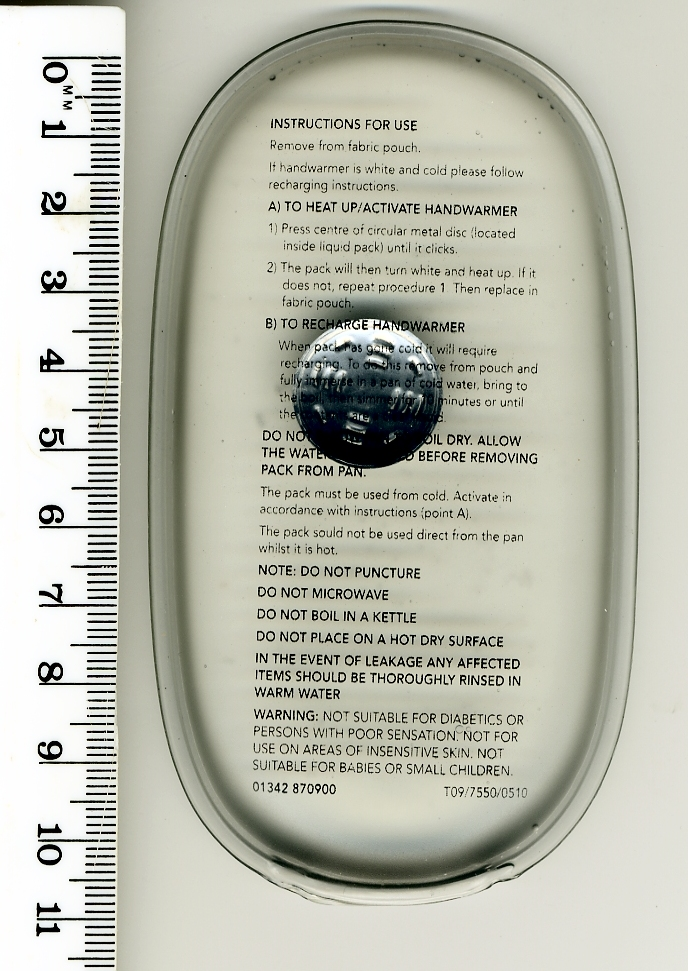
Une chaufferette à l'acétate de sodium, avec sa pastille métallique.

Une chaufferette physique est constituée d'une pochette contenant une solution aqueuse saturée en acétate de sodium en surfusion, la température de fusion étant à 54 °C pour une solution à 20 %, ce qui est bien au-dessus de la température ambiante. En tordant une plaquette métallique à l'intérieur du liquide, on libère des germes d'acétate solidifié, qui déclenchent la cristallisation, et la solution devient solide. Cette transition de phase est exothermique, ce qui signifie qu'elle s'accompagne d'un dégagement de chaleur. Lorsque la pochette est refroidie, on fait passer l'acétate de sodium de l'état solide à l'état liquide en plaçant la pochette dans de l'eau très chaude. Puis la solution peut rester liquide jusqu'à une température de −120 °C, ce qui est très largement inférieur à la température de fusion, on dit que le liquide est en surfusion.
Bien que ces chaufferettes possèdent le qualificatif de « chimique », le processus mis en jeu est purement physique.
Il existe aussi de vraies chaufferettes chimiques dont le principe est activé par oxydation au contact de l'air. Elles sont efficaces bien plus longtemps (de 8 à 60 h contre 1 h) mais ne servent qu'une fois.

## Chaufferette (viticulture)
Le terme « chaufferette » est aussi le nom d'un type de brasero utilisé par certains viticulteurs champenois : en cas de risque de gel printanier, ils peuvent être amenés à employer des chaufferettes de grande taille, pour réchauffer leur parcelle de vigne pendant quelques heures et protéger ainsi les bourgeons.